# The Smashing Pumpkins
The Smashing Pumpkins (oder Smashing Pumpkins) sind eine 1988 gegründete Alternative-Rock-Band aus Chicago.
Geführt von dem Sänger und Hauptkomponisten Billy Corgan (Gitarre, Gesang) brachten sie während ihrer ersten Schaffensperiode von 1987 bis 2000 sechs Alben und zwei B-Seiten-Sammlungen und seit ihrer Wiedervereinigung 2006 fünf weitere Alben auf den Markt. Die Besetzung entspricht der einer typischen Rockband: zwei Gitarren, Bass und Schlagzeug, live häufig durch einen Keyboarder unterstützt. Nach 1997 gab es zahlreiche Wechsel in der Besetzung, deren einziges konstantes Mitglied Billy Corgan ist. Die Smashing Pumpkins haben weltweit über 30 Millionen Alben verkauft.

## Stil
1988 wurde die Band von Billy Corgan und James Iha gegründet. Zunächst spielten sie ohne Bass in Begleitung eines Drumcomputers, bei einigen Songs anfangs mit der Unterstützung des Schlagzeugers von Billys vorheriger Band „The Marked“, Ron Roesing. Nach einem Konzert lernte Corgan bei einem Streitgespräch D’Arcy Wretzky kennen, und kurz darauf war sie festes Mitglied der Band. Wenig später folgte der Schlagzeuger Jimmy Chamberlin.
Die Klangfarbe der Smashing Pumpkins ist geprägt von einer melancholischen, melodiösen Mischung aus stürmischem massivem Gitarrenrock und psychedelischen, leichten, transzendenten Klängen sowie Billy Corgans außergewöhnlicher, nasaler Stimme. Grundsätzlich steht bei den Smashing Pumpkins nicht nur die technische Fähigkeit am Instrument im Vordergrund, sondern vor allem der Song als Ganzes. Typisch dafür sind epische Lieder der Band wie etwa „Silverfuck“, „Porcelina of the Vast Oceans“, „Window Paine“, „Starla“, „Glass and the Ghost Children“, „Thru the Eyes of Ruby“ und „1979“.
Bis zur klanglichen Neuorientierung mit Adore dominierte der Kontrast zwischen Corgans (Fender Stratocaster) und Ihas (Gibson Les Paul) Gitarrensound ebenso wie das virtuose Schlagzeugspiel von Jimmy Chamberlin, das mit dem präzise treibenden Bass von D'Arcy Wretzky zu einer herausragenden Rhythmussektion verschmolz. Dennoch spielte vor allem Corgan insbesondere bei den Studioaufnahmen auch verschiedene andere Gitarrenmodelle (u. a. Fender Mustang sowie Fender Jaguar).
In den Jahren 1997/1998 kreierte die Band mit Adore einen neuen musikalischen Ansatz, der die Verwendung von Klavier und Synthesizern sowie Drumcomputern einschloss und gleichzeitig auf das Stilmittel grenzverzerrter Gitarren verzichtete. Dennoch sind auch auf diesem Album Gitarren zu hören, jedoch mit deutlich weniger Verzerrung, dafür allerdings mit atmosphärisch prägenden Modulationseffekten (Flanger, Phaser...).
Charakteristisch für Corgans Kompositionen ist der häufige Gebrauch von Akkorden mit Optionstönen wie beispielsweise in Disarm (Em7 Cadd9 G5 D/F# ...) oder aber in den härteren Stücken (vor allem Zero, Bodies, X.Y.U.) die Verwendung sogenannter Oktaven (Grundton-Oktave), die im Gegensatz zu den schon lange existierenden Powerchords (Grundton-Quinte-Oktave) von kaum einer anderen Alternative-Band so exzessiv genutzt werden.
Auf allen Veröffentlichungen der Band gibt es ebenfalls akustisch aufgenommene Stücke, die zum Teil auch Streicher (Daydream, Disarm, ...) beinhalten und eine große Bereicherung des Repertoires darstellen.
Einige Bands haben den Stil der Smashing Pumpkins als Vorlage zur Entwicklung ihres eigenen Stiles genommen.

## Bandgeschichte

### 1987–1991: Bandgründung und frühe Demos
Zu dieser Zeit war die Band noch weitgehend unbekannt, nahm allerdings in etlichen Studio-Sessions zahlreiche Demosongs auf, von denen einige in die drei ersten Demotapes der Band (Nothing Ever Changes, The Smashing Pumpkins Demo Tape und Moon Demo Tape) einflossen. Diese Tapes wurden bei Konzerten verkauft. Die meisten Covers dieser Demotapes wurden von James Iha, seines Zeichens Kunststudent, entworfen. Die Titel dieser Zeit zeichnen sich durch fließende, vom synthetischen Sound der 1980er Jahre beeinflusste, melodievolle Gitarrenläufe aus. 1994 stellte Billy Corgan auf fünf CDs die unter Fans als legendär geltende Kollektion Mashed Potatoes zusammen, die eine umfassende Sammlung der zu dieser Zeit aufgenommenen Demosongs enthält. Er verschenkte neun Kopien davon an die Band, an Familienmitglieder und Freunde. Das komplette Set kursiert seit Dezember 2002 im Internet; von welchem der neun bekannten Besitzer diese Kopie stammt, ist nicht bekannt. Songs aus dieser Ära sind u. a. There It Goes, I Am One Part II, Rhinoceros, Nothing and Everything, Jennifer Ever und Spiteface.

### 1991–1993:Gish
1991 wurde das erste offizielle Album der Band, Gish, veröffentlicht. Die Stücke dieser Platte sind um einiges gitarrenlastiger als die ersten Demosongs und verfügen über eine psychedelische Klangfärbung. Produziert wurde das Album von Butch Vig, der u. a. auch für Meilensteine wie Nirvanas Nevermind verantwortlich ist.
Gish wurde von Kritikern als – für diese Art von Musikrichtung – außergewöhnlich erfolgreich gefeiert, wurde allerdings vom fast gleichzeitigen abrupten Erfolg von Nevermind verdrängt.
Immer wieder werden die Smashing Pumpkins aufgrund ihres Durchbruchs am Anfang der 1990er Jahre fälschlicherweise mit Grunge assoziiert, obwohl der Bandsound vielmehr einen psychedelischen Einschlag offenbart und wohl am besten als Alternative oder Progressive Rock bezeichnet wird. Der damalige Stil wurde von Corgan auch als Ultra-Aggressive-Psychedelic-Rock (u. a. in Gitarre & Bass, Februar 2000) bezeichnet. Wie viele andere Bands der neunziger Jahre (wie etwa Oasis) titulierten sich die Smashing Pumpkins als beste Band der Welt, verstanden dies allerdings nicht, wie üblich, als kokette Worthülse, sondern als ernstgemeinten Anspruch an das eigene Schaffen. Jedoch kann man sich darüber streiten, ob Gish vielmehr einen Schlussstrich unter die frühen New-Wave-Demos der Band (wie etwa „There It Goes“ oder „Not Worth Asking“) setzte.
In der Gish-Ära erschienen mehrere Singles und EPs (u. a.: I Am One, Siva und Lull, eine mit einem äußerst phantasievollen, farbenfrohen Cover versehene EP, die vier in dieser Zeit aufgenommene Stücke beinhaltet). Die Peel Sessions brachten Neuaufnahmen dreier Songs für die John Peel Radio Show hervor, darunter auch Girl Named Sandoz, ein Animals-Cover, das sich auf den Pharmakonzern Sandoz bezieht, in dessen Labors LSD entwickelt wurde. In dieser Periode entstanden die Lieder Rhinoceros, Siva, Bury Me, I Am One, Snail und Drown. 1992 erschien der Song Drown auf dem Soundtrack des Films Singles – Gemeinsam einsam.

### 1993–1995:Siamese Dream
Im Jahr 1993 erfolgte der große Durchbruch der Band mit dem wiederum von Butch Vig produzierten Album Siamese Dream. Die einzelnen Songs verfügen teilweise über 50 Gitarrentracks und wirken dadurch enorm dicht und abwechslungsreich. Die Mischung aus massivem elegischem (mitunter als Grunge bezeichnetem) Rock mit einprägsamen Melodien prägen das Album. Aufgrund des komplexen Songaufbaus sind die Songs dieser Ära schwer live zu reproduzieren. Manche Kritiker bemängelten auch, das Album sei überproduziert. Dies könnte daran liegen, dass die Smashing Pumpkins sich unter einem schweren Erfolgsdruck sahen und doppelt so hart an Siamese Dream arbeiteten, nachdem der Erfolg des Vorgängeralbums Gish hinter den Erwartungen geblieben war.
Während der Aufnahme des Albums gab es massive Konflikte innerhalb der Musikgruppe. Billy Corgan sah sich wohl auch in Konkurrenz mit Kurt Cobain und seiner Band Nirvana und wollte ein genauso erfolgreiches Album herausbringen wie Nevermind, das ebenso wie Siamese Dream von Butch Vig produziert wurde. Er hatte einen Nervenzusammenbruch und erwog, sich das Leben zu nehmen. Diese Gedanken verarbeitete Corgan vor allem in dem Song Today.
Aus dem Album gingen mit Cherub Rock, Disarm, Today und Rocket insgesamt vier Singles hervor.
1994 entschloss sich die Band, die Publikationspause bis zur nächsten Albumveröffentlichung zu unterbrechen und mit Pisces Iscariot eine Sammlung von Demosongs, Raritäten und B-Seiten der Jahre 1991–1993 herauszubringen. Im Nachhinein sollte sich Pisces Iscariot jedoch mehr als eigenständiges Album etablieren, da die für B-Seiten auf sehr hohem Niveau liegenden Stücke musikalisch sowie technisch kohärent erscheinen.
Stücke aus dieser Zeit sind u. a. Today, Cherub Rock, Mayonaise, Soma, Silverfuck, Plume und Hello Kitty Kat.

### 1995–1997:Mellon Collie and the Infinite Sadness
1995 erschien Mellon Collie and the Infinite Sadness, ein über zwei Stunden langes Doppelalbum mit 28 Stücken. Das Album zeichnet sich durch hohe Vielfalt und dichte Atmosphäre aus; furiose wütende Gitarrenriffs treffen auf sphärische melancholische Klangfolgen.
Die beiden Teile des Albums heißen „Dawn to Dusk“ und „Twilight to Starlight“ und repräsentieren den Ablauf eines Tages. Dieses Thema lässt sich auch an der Songreihenfolge nachvollziehen. Trotzdem ist Mellon Collie kein Konzeptalbum. Heute gilt es als eines der erfolgreichsten Doppelalben aller Zeiten.
1996 folgte ein Box-Set mit den gesammelten Singles aus dieser Periode: The Aeroplane Flies High. Neben den von Mellon Collie ausgekoppelten Single-Tracks sind dort 28 weitere B-Seiten und Outtakes zu finden, die während der Aufnahmen zu Mellon Collie entstanden waren, es jedoch nicht auf das Album schafften. Trotz der Beschränkung dieser Songs auf B-Seiten-Tracks liegen auch sie wie bereits Pisces Iscariot zwei Jahre zuvor auf einem sehr hohen musikalischen Niveau.
1996 verabreichten sich Jimmy Chamberlin und Jonathan Melvoin, der Tour-Keyboarder der Band, in einem Hotelzimmer eine Überdosis Heroin, die für Melvoin tödlich endete. Die Band beschloss daraufhin, sich von Jimmy Chamberlin zu trennen.
In dieser Periode entstanden u. a. die Lieder Tonight, Tonight, Bullet with Butterfly Wings, Zero, Here Is No Why, Galapogos, Thru the Eyes of Ruby, 1979, Bodies und Medellia of the Grey Skies.
1997 steuerte die Band zum Soundtrack des Films Batman & Robin die Songs The End Is the Beginning Is the End und The Beginning Is the End Is the Beginning bei. Ersterer erschien auch als Single mit dazugehörigem Musikvideo.
Des Weiteren schrieb Billy Corgan den Song Eye für den Film Lost Highway.

### 1997–1999:Adore
Nach langem erfolglosem Suchen nach einem Ersatz für Chamberlin wurde dieser schließlich für unersetzlich erklärt und die Smashing Pumpkins nahmen 1997 das Album Adore zu dritt auf. Diese Platte unterscheidet sich vom Sound her frappierend von ihren Vorgängern: Man verzichtete hauptsächlich auf die massiven Gitarrenklänge und benutzte bis auf wenige Ausnahmen eine Drummachine, was dem Album einen sehr elektronischen, avantgardistischen Anstrich verleiht. Viele Kritiker und Hörer störten sich daran und so wurde Adore von vielen Seiten abgelehnt. Objektiv gesehen jedoch führt dieses Album die für die Pumpkins so typischen Melodien fort. Es zeichnet sich des Weiteren durch eine tieftraurige, schwermütige Stimmung aus, was u. a. darauf zurückzuführen ist, dass Corgan schwere Schicksalsschläge wie den Tod seiner Mutter (Martha Corgan) und die Trennung von seiner langjährigen Ehefrau verarbeitete und, wie er in einem Interview zu dem Album gestand, weil Billy Corgan erst einmal Abstand von der Rockszene nehmen wollte. Stücke dieser Zeit: Ava Adore, Perfect, Daphne Descends, Tear, For Martha …
1999 nahm Billy Corgan gemeinsam mit dem Pianisten Mike Garson (der die Band zuvor bereits auf ihrer Tour zu Adore begleitet hatte) den Score zum Film Stigmata auf. Darunter war auch das von Natalie Imbruglia gesungene Lied Identify, dessen Text ebenfalls von Corgan stammt.
D’arcy Wretzky gilt als Depeche-Mode-Fan und war auch diejenige, die Corgan dazu brachte, ein Cover des Depeche-Mode-Songs Never Let Me Down Again einzuspielen. Das Lied erschien auf dem Soundtrack zu Nicht noch ein Teenie-Film! sowie dem Tributealbum For the Masses.

### 1999–2000:MACHINAund Auflösung
In außergewöhnlich kurzer Zeit nach Erscheinen von Adore begann die Band mit den Arbeiten für ein neues Album. In dieser Zeit stieß Jimmy Chamberlin wieder zu der Band und spielte den Drumpart zu der Platte MACHINA/The Machines of God ein. Der Bass wurde noch von D’Arcy interpretiert, bevor sie die Band verließ. Corgan nannte in seinem Blog vom 17. Februar 2004 D´Arcys Drogenabhängigkeit und ihr Weigern, sich helfen zu lassen, als Grund. Die Pumpkins gewannen die kanadische Bassistin Melissa Auf der Maur, die D’Arcys Part auf der Live-Tour übernahm.
MACHINA erschien Anfang 2000 mit einem aufwendigen Artwork. Musikalisch gesehen wird das Album von eingängigen Melodien getragen, die mit harten Gitarrenriffs und Downtunings der Gitarren (Drop C-Tuning: C-G-C-F-A-D) zwecks modernerem Sound versetzt wurden. Kommerziell gesehen war MACHINA mit 500.000 verkauften Exemplaren allerdings weniger erfolgreich.
Aus diesem Grund weigerte sich die Plattenfirma, die während der Plattenaufnahmen entstandenen Outtakes und B-Seiten, die die sich bereits im Auflösen befindliche Band als Abschluss-CD herausbringen wollte, zu veröffentlichen. Aus Protest verteilten die Pumpkins dieses finale Abschluss-Album MACHINA II/The Friends & Enemies of Modern Music als auf 25 Stück limitierte Schallplattensammlung an besonders treue Fans und Freunde der Band, mit der Bitte, es auch für alle anderen Fans im Internet zugänglich zu machen. MACHINA II beinhaltet 25 vorher unveröffentlichte Songs, die sich durch Hard Rock auszeichnen – wie es bei den Pumpkins von Anfang an selbstverständlich war.
Am 23. Mai 2000 gab Billy Corgan in einem Radiosender in Los Angeles die Auflösung der Band bekannt.
Songs aus dieser Ära: The Everlasting Gaze, Stand Inside Your Love, Try, Try, Try, Saturnine, Dross, Real Love, Untitled …
Am 29. November ging die allerletzte Pumpkins-Single Untitled zum ersten Mal über den Äther. Am 1. und 2. Dezember 2000 schließlich gaben die Pumpkins ihre allerletzten Konzerte. Das Konzert am 1. Dezember wurde aus dem Chicagoer United Center live im Radio übertragen.
Das Konzert am 2. Dezember fand dort statt, wo die musikalische Karriere der Band begonnen hatte: im Metro (ehemals Cabaret Metro) in Chicago.
Viereinhalb Stunden lang dauernd, mit zahlreichen Gastmusikern, bedeutete das Konzert den fulminanten Abschied der Smashing Pumpkins von ihren Fans.
Am Ende des Konzertes wurde als Dankeschön der Band ein Mitschnitt vom allerersten Auftritt der Band in Originalbesetzung verteilt (vom 5. Oktober 1988, Cabaret Metro).

### 2000–2005: Nach der Auflösung
Am 19. November 2001 erschien mit Rotten Apples eine 18 Songs umfassende Greatest-Hits-Sammlung, die neben den zahlreichen Hits der Band auch die beiden Songs Real Love (von MACHINA II) und Untitled enthält. Die limitierte Erstauflage enthält zusätzlich eine B-Seiten-Sammlung namens Judas 0, die neben 6 B-Seiten nochmals 10 vorher unveröffentlichte Songs enthält.
Ebenfalls im Jahr 2001 kam das durch die Smashing Pumpkins gecoverte Lied Never Let Me Down Again von Depeche Mode aus dem Jahr 1987 auf den Soundtrack des Filmes Nicht noch ein Teenie-Film!. Diese Cover-Version war auch schon 1998 auf dem Depeche-Mode-Tributealbum For the Masses veröffentlicht worden.
2002 wurde das ursprünglich 1993 auf VHS erschienene Pumpkins-Video Vieuphoria als DVD wiederveröffentlicht. Zusätzlich auf der DVD enthalten sind die sogenannten "The Lost '94 Tapes", ein Livemitschnitt von Songs aus der Gish- und Siamese-Dream-Era, sowie einer frühen Version von Porcelina. Zur gleichen Zeit erschien die CD Earphoria, die Audioversion von Vieuphoria.
Nur kurze Zeit nach dem Ende der Smashing Pumpkins gründete Billy mit Zwan eine neue Band, in deren Line-up sich auch wieder Jimmy Chamberlin fand. Nach nur einem Album trennte sich die Band allerdings wieder und Billy Corgan begann, an seinem ersten Soloalbum zu arbeiten.
James Iha stieg 2003 nach einigen Kleinprojekten und Gastauftritten bei A Perfect Circle als Gitarrist ein.
Melissa Auf der Maur veröffentlichte 2004 ihre erste Soloplatte.
Unter dem Namen Jimmy Chamberlin Complex erschien im Februar 2005 das erste Soloalbum von Jimmy Chamberlin, an dem neben Gastmusikern wie Bill Medley auch Billy Corgan mitgearbeitet hatte.
Im Februar 2004 beschuldigte Billy auf seiner Homepage seinen ehemaligen Bandkollegen James Iha, die Ursache für die Trennung der Pumpkins zu sein. Unter anderem warf er ihm vor, sich nach dem letzten gemeinsamen Konzert nicht einmal von seinen Kollegen verabschiedet zu haben.

### 2005–2009: Reunion undZeitgeist
In einer selbstgeschalteten ganzseitigen Anzeige in der Chicago Tribune vom 21. Juni 2005 äußerte Corgan seinen Wunsch, die Smashing Pumpkins wiederzubeleben.
Am 7. Februar wurde im offiziellen Blog auf Myspace.com das neue Album Zeitgeist für den 7. Juli 2007 angekündigt. Am 21. Mai 2007 erschien Tarantula, als erster Song nach der Reunion bei iTunes als Pre-Release.
Das erste Konzert fand am 22. Mai 2007 in Paris statt, jedoch nur noch mit zwei ehemaligen Bandmitgliedern. Es folgten weitere Auftritte auf Festivals wie Rock am Ring, Rock im Park, Nova Rock, PinkPop sowie ein Deutschlandkonzert am 6. Juni in Berlin (Columbiahalle). Bei den Auftritten Rock im Park und Rock am Ring trat Uli Jon Roth, ehemals Gitarrist der Scorpions, bei dem Song Gossamer als Gastmusiker auf, in der Columbiahalle begleitete er die Band sowohl bei Gossamer als auch bei Glass and the Ghost Children.
Am 5. Dezember 2007 wurde in einem Blogeintrag von Jimmy Chamberlin auf der offiziellen Website der Band bekanntgegeben, dass sich die Bandmitglieder wieder ins Studio begeben haben, um Material für eine mögliche Neuveröffentlichung aufzunehmen.
In einem weiteren Blogeintrag verkündete Billy Corgan am 19. Dezember 2007 die Veröffentlichung von American Gothic, einer Akustik-EP mit vier Songs, die am 2. Januar 2008 per iTunes und später außerhalb der USA auch als CD erschien. Auf der EP enthalten sind die Songs The Rose March (bereits bekannt von mehreren Konzerten der US-Tour 2007), Again, Again, Again (The Crux), Pox und Sunkissed.
Nach einer ausgedehnten Europa- und USA-Tournee kamen die Smashing Pumpkins Anfang 2008 erneut nach Europa. Viele lang nicht gehörte Klassiker wurden auf dieser Tour gespielt.
Am 23. April 2008 wurden die Smashing Pumpkins in Los Angeles mit einem Stern auf dem Hollywood's RockWalk geehrt – Billy Corgans und Jimmy Chamberlins Handabdrücke sind nun dort vor einem Musikgeschäft am RockWalk verewigt.
Am 20. März 2009 teilte Billy Corgan mit, dass James Joseph „Jimmy“ Chamberlin die Band verlassen habe. Laut Corgan bedeutete dies nicht das Ende der Smashing Pumpkins, vielmehr wurde nach einem neuen Drummer gesucht. Am 17. August 2009 gab man schließlich den damals 19-jährigen Mike Byrne als neuen Schlagzeuger der Smashing Pumpkins bekannt.

### 2009–2013:Teargarden by KaleidyscopeundOceania
Am 16. September 2009 teilte Billy Corgan auf der offiziellen Webseite der Band mit, dass das neue Album Teargarden by Kaleidyscope heißen wird. Statt eines klassischen Albums sollte es sich um einen Songzyklus aus insgesamt 44 Songs handeln, die nach und nach ab Ende Oktober 2009 kostenfrei im Internet veröffentlicht werden sollten. Der Zyklus behandelt als Thema Tarot und im Besonderen die Karte des Narren. Darüber hinaus besinnt sich das Album laut Corgan auf die psychedelischen Wurzeln („atmospheric, melodic, heavy, pretty“) der Pumpkins.
Bis Mitte Juli 2011 erschienen zehn von angekündigten 44 Songs als Download auf der Homepage. Weiterhin wurden zwei physische Datenträger veröffentlicht, die unter den Namen „Teargarden by Kaleidyscope Vol. 1: Songs for a Sailor“ und „Teargarden by Kaleidyscope Vol. 2: The Solstice Bare“ jeweils vier der bereits veröffentlichten Songs enthalten.
Am 19. Juni 2012 wurde das Album Oceania veröffentlicht, ein „Album im Album“ im Rahmen des Teargarden by Kaleidyscope-Projekts. Oceania wandte sich ebenfalls von der Idee einer digitalen Veröffentlichung ab und erschien entsprechend in traditioneller, physischer Form. Nach der Veröffentlichung folgte eine ausgedehnte Tour durch die USA und Europa, die als Audio-CD und DVD unter dem Titel Oceania: Live in NYC dokumentiert ist. Diese wurde später auch als Blu-ray veröffentlicht.

### 2014–2017:Monuments To An Elegy
Im März 2014 kündigte Corgan die Arbeit an zwei Alben mit den Titeln „Monuments To An Elegy“ und „Day For Night“ an, die beide 2015 erscheinen sollten. Auf einem Internetblog veröffentlichte Corgan tagesaktuelle Posts zum Prozess des Songwritings und der Aufnahmen zum ersten Album, an dem vorerst lediglich Corgan selbst und Jeff Schroeder als Musiker beteiligt waren. Im Mai 2014 wurde schließlich bekannt, dass Tommy Lee, Drummer der Band Mötley Crüe Schlagzeug auf allen Songs von „Monuments To An Elegy“ spielen wird. Zwei Monate später wurde dann die offizielle Trennung der Pumpkins von ihrem Schlagzeuger Mike Byrne bekannt gegeben.
Das Album „Monuments to an Elegy“ erschien am 9. Dezember 2014. Obwohl das zweite angekündigte Album ursprünglich Ende 2015 nach einer USA-Tour der Band erscheinen sollte, gab es keine Aufnahmesessions der entsprechenden Songs. Stattdessen gab Corgan im September 2016 bekannt, zusammen mit dem Produzenten Rick Rubin an einem Soloalbum zu arbeiten. Nachdem die Band unter anderem mit Brad Wilk (Rage Against the Machine) auf Tour war, kehrte 2015 Jimmy Chamberlin zur Band zurück. Er sagte jedoch dazu, dass seine Prioritäten wo anders lägen und er nicht auf Dauer zurückkehre. Für einige Auftritte Anfang 2016 stand auch der ehemalige Gitarrist James Iha für einzelne Songs mit den Pumpkins auf der Bühne, ohne dass konkrete Pläne für eine Rückkehr zur Band bestanden. Im Rahmen des Projekts „Thirty Days“ reiste Corgan im Frühjahr 2017 mehrere Wochen lang durch die USA, um Eindrücke für neue Musik zu sammeln. Im Zusammenhang mit dieser Reise und in Hinblick auf seinen 50. Geburtstag im März 2017 kündigte er eine Box mit 50 seiner besten Songs in akustischen Versionen an. Statt der Box erschien im Oktober 2017 Corgans zweites Solo-Album Ogilala mit ausschließlich neuen, akustischen Songs. Im Juni 2017 erwähnte Chamberlin, dass eine Reunion-Tour 2018 möglich sei.

### Ab 2018: Rückkehr von Iha und Chamberlin –Shiny and Oh So Bright, Vol. 1undCyr
Im Januar 2018 teilte Billy Corgan auf Instagram ein Foto, welches ihn mit James Iha und Jimmy Chamberlin im Aufnahmestudio zeigte. Am 15. Februar 2018 gab die Band dann offiziell bekannt, dass Gründungsmitglieder Iha und Chamberlin zurückgekehrt seien und ab Juni 2018 mit auf die Shiny and Oh So Bright Tour gehen würden. Auch Originalbassistin D'arcy Wretzky gab an, dass man ihr einen Vertrag angeboten hätte, sich wieder der Band anzuschließen, Billy Corgan dieses Angebot aber nach kurzer Zeit zurückgezogen hätte. Corgan dementierte diese Aussage und erklärte: „Miss Wretzky wurde wiederholt eingeladen, mit der Band zu spielen, an Demosessions teilzunehmen oder sich zumindest persönlich zu treffen, hat aber alle Gelegenheiten verstreichen lassen“. In einem Interview mit The Pulse of Radio ging er sogar so weit, zu sagen, dass Wretzky wohl nie wieder zu den Smashing Pumpkins zurückkehren werde, zumal sie seit 19 Jahren nicht mehr auf einer Bühne gestanden hätte.
Im März 2018 deutete Corgan erstmals an, dass die Band die Veröffentlichung zweier EPs mit jeweils vier Liedern für 2018 plane. Am 8. Juni 2018 erschien vorab die erste Single „Solara“. Im September 2018 wurde schließlich statt der EPs das neue Album Shiny and Oh So Bright, Vol. 1 / LP: No Past. No Future. No Sun. angekündigt, welches am 16. November 2018 bei Napalm Records als CD, Schallplatte und Download erschien. Die Band hatte seit Anfang Februar zusammen mit Rick Rubin, welcher zum ersten Mal seit Adore als Produzent fungierte, an neuem Material gearbeitet. Die Aufnahmen fanden im Sangri La Studio in Malibu statt. Die zweite Single „Silvery Sometimes (Ghosts)“ wurde am 13. September 2018 zusammen mit einem Musikvideo, bei dem Corgan selbst Regie führte, veröffentlicht. Ferner wurde am 7. November der Eröffnungstrack „Knights of Malta“ im Internet als YouTube-Video publik gemacht. Alle acht Songs des Albums wurden von Billy Corgan geschrieben. Zwischen Juli und Dezember 2018 tourten die Smashing Pumpkins in dieser Besetzung mit ihrem Langzeitgitarristen Jeff Schroeder, wobei sie neben zahlreichen Konzerten in Kanada und vor allem den USA für jeweils eine Veranstaltung auch in Bologna und London auftraten. Das Album erhielt teils gemischte, insgesamt jedoch eher positive Kritiken.
2020 erschien das Doppelalbum Cyr. Statt an den gitarrenlastigen Rocksound des Vorgängers anzuknüpfen, kommen auf dem Doppelalbum vor allem Synthesizer und elektronische Beats zum Einsatz. Kurz nach Erscheinen von Cyr kündigte die Band an, bereits an einem weiteren Doppelalbum mit 33 Songs zu arbeiten, das 2022 erscheinen könnte. Es soll deutlich rockiger klingen und konzeptuell eine Trilogie mit den Alben Mellon Collie and the Infinite Sadness (1995) und MACHINA I&II (2000) bilden.

## Einflüsse
Als Einflüsse gab die Band Led Zeppelin, Black Sabbath, Jimi Hendrix, Neil Young, Lou Reed, David Bowie, und Metallica, an; Billy Corgan nannte auch the Beatles, the Cure, Siouxsie and the Banshees, und My Bloody Valentine, als persönliche Einflüsse.

## Engagement
Smashing Pumpkins unterstützt die Meeresschutzorganisation Sea Shepherd seit vielen Jahren. So wird die Band auf ihren Konzerten regelmäßig von Sea Shepherd mit Informations- und Merchandiseständen begleitet. Lead-Sänger und Gründer Billy Corgan sitzt im Beraterstab von Sea Shepherd und das Lied Bullet with Butterfly Wings ist der Titelsong der Fernsehserie Whale Wars, einer Reality-TV Dokumentation, die Sea Shepherds Kampf gegen japanische Walfänger zeigt.

## Diskografie
Studioalben

| Jahr | Titel Musiklabel                                                                                 | Höchstplatzierung, Gesamtwochen, AuszeichnungChartplatzierungen (Jahr, Titel, Musiklabel, Platzierungen, Wochen, Auszeichnungen, Anmerkungen) | Höchstplatzierung, Gesamtwochen, AuszeichnungChartplatzierungen (Jahr, Titel, Musiklabel, Platzierungen, Wochen, Auszeichnungen, Anmerkungen) | Höchstplatzierung, Gesamtwochen, AuszeichnungChartplatzierungen (Jahr, Titel, Musiklabel, Platzierungen, Wochen, Auszeichnungen, Anmerkungen) | Höchstplatzierung, Gesamtwochen, AuszeichnungChartplatzierungen (Jahr, Titel, Musiklabel, Platzierungen, Wochen, Auszeichnungen, Anmerkungen) | Höchstplatzierung, Gesamtwochen, AuszeichnungChartplatzierungen (Jahr, Titel, Musiklabel, Platzierungen, Wochen, Auszeichnungen, Anmerkungen) | Anmerkungen                                                            |
| Jahr | Titel Musiklabel                                                                                 | DE | AT | CH | UK | US | Anmerkungen                                                            |
| ---- | ------------------------------------------------------------------------------------------------ | --- | --- | --- | --- | --- | ---------------------------------------------------------------------- |
| 1991 | Gish Caroline Records                                                                            | — | — | — | UK— SilberUK | US146 Platin · (2 Wo.)US | Erstveröffentlichung: 28. Mai 1991                                     |
| 1993 | Siamese Dream Virgin Records (EMI)                                                               | DE28 (18 Wo.)DE | — | CH86 (1 Wo.)CH | UK4 Gold · (19 Wo.)UK | US10 ×4Vierfachplatin · (92 Wo.)US | Erstveröffentlichung: 27. Juli 1993                                    |
| 1995 | Mellon Collie and the Infinite Sadness Virgin Records (EMI)                                      | DE21 Gold · (44 Wo.)DE | AT36 (15 Wo.)AT | CH27 (12 Wo.)CH | UK4 Platin · (49 Wo.)UK | US1 Diamant · (93 Wo.)US | Erstveröffentlichung: 24. Oktober 1995                                 |
| 1998 | Adore Virgin Records (EMI)                                                                       | DE3 (22 Wo.)DE | AT7 (16 Wo.)AT | CH13 (13 Wo.)CH | UK5 Gold · (19 Wo.)UK | US2 Platin · (25 Wo.)US | Erstveröffentlichung: 29. Mai 1998                                     |
| 2000 | Machina/The Machines of God Virgin Records (EMI)                                                 | DE4 (11 Wo.)DE | AT10 (8 Wo.)AT | CH12 (8 Wo.)CH | UK7 Silber · (5 Wo.)UK | US3 Gold · (13 Wo.)US | Erstveröffentlichung: 29. Februar 2000                                 |
| 2000 | Machina II/The Friends & Enemies of Modern Music Selbstverlag                                    | — | — | — | — | — | Erstveröffentlichung: 5. September 2000 nur im Internet veröffentlicht |
| 2007 | Zeitgeist Martha’s Music (Reprise)                                                               | DE7 (8 Wo.)DE | AT8 (9 Wo.)AT | CH5 (10 Wo.)CH | UK4 (4 Wo.)UK | US2 Gold · (14 Wo.)US | Erstveröffentlichung: 10. Juli 2007                                    |
| 2012 | Oceania Martha’s Music (Faust’s Haus)                                                            | DE36 (4 Wo.)DE | AT25 (4 Wo.)AT | CH19 (5 Wo.)CH | UK19 (2 Wo.)UK | US4 (7 Wo.)US | Erstveröffentlichung: 19. Juni 2012                                    |
| 2014 | Monuments to an Elegy Martha’s Music (BMG)                                                       | DE62 (1 Wo.)DE | — | CH33 (1 Wo.)CH | UK59 (1 Wo.)UK | US33 (2 Wo.)US | Erstveröffentlichung: 5. Dezember 2014                                 |
| 2018 | Shiny and Oh So Bright, Vol. 1 / LP: No Past. No Future. No Sun. Martha’s Music (Napalm Records) | DE20 (1 Wo.)DE | AT33 (1 Wo.)AT | CH28 (1 Wo.)CH | UK43 (1 Wo.)UK | US54 (1 Wo.)US | Erstveröffentlichung: 16. November 2018                                |
| 2020 | Cyr Martha’s Music (Sumerian)                                                                    | DE31 (1 Wo.)DE | AT65 (1 Wo.)AT | CH21 (1 Wo.)CH | UK71 (1 Wo.)UK | US86 (1 Wo.)US | Erstveröffentlichung: 27. November 2020                                |
| 2023 | Atum: A Rock Opera in Three Acts Martha’s Music (Thirty Tigers)                                  | DE18 (1 Wo.)DE | AT50 (1 Wo.)AT | CH16 (1 Wo.)CH | UK85 (1 Wo.)UK | US111 (1 Wo.)US | Erstveröffentlichung: 5. Mai 2023                                      |
| 2024 | Aghori Mhori Mei Martha’s Music (Thirty Tigers)                                                  | DE51 (1 Wo.)DE | — | CH22 (2 Wo.)CH | — | US130 (1 Wo.)US | Erstveröffentlichung: 2. August 2024                                   |

## Auszeichnungen
Ihr Auftritt am 6. Juni 2007 in der Berliner Columbiahalle wurde 2008 als Konzert des Jahres mit dem Live-Entertainment-Award ausgezeichnet.